# Prabhu Narayan Chaudhari
Prabhu Narayan Chaudhari (ur. 1942 w Pakali, zm. 14 września 2010) – nepalski polityk, lider Komunistycznej Partii Nepalu (Zjednoczenie Marksistowskie).

## Życiorys
We wrześniu 2005 został przewodniczącym nowopowstałej Komunistycznej Partii Nepalu (Zjednoczenie Marksistowskie).
Jako przedstawiciel Zjednoczonego Frontu Lewicowego od maja 2006 roku był ministrem w ministerstwie ds. reformy rolnej i zarządzania w tymczasowym,  piątym rządzie Girija Prasad Koirala. W momencie tworzenia rządu był jednym z jego dwóch członków, którzy nigdy w przeszłości nie pełnili funkcji ministerialnej. Jako minister, podjął między innymi działania mające na celu ocenę prawną, majątku ziemskiego króla Gyanendry i jego krewnych w związku z treścią ustawy o reformie rolnej, zgodnie z którą obywatele kraju mogli posiadać jedynie do siedmiu hektarów ziemi.
Z funkcji przewodniczącego Komunistycznej Partii Nepalu (Zjednoczenie Marksistowskie), ustąpił po kryzysie wewnątrzpartyjnym w dniu 15 października 2006 roku.
Zmarł 14 września 2010 w wyniku zawału serca.